# Caseneuve
Caseneuve är en kommun i departementet Vaucluse i regionen Provence-Alpes-Côte d'Azur i sydöstra Frankrike. Kommunen ligger i kantonen Apt som tillhör arrondissementet Apt. År 2022 hade Caseneuve 519 invånare.

## Befolkningsutveckling
Antalet invånare i kommunen Caseneuve
| Referens: INSEE |